# Universidad de Copenhague
La Universidad de Copenhague (del danés: Københavns Universitet) es el centro educativo más antiguo y grande, e institución de investigación en Copenhague, Dinamarca. Tiene unos 36 897 estudiantes, la mayor parte de los cuales son mujeres, y con más de 9000 empleados. La Universidad tiene varios campus localizados por toda Copenhague, con los más antiguos situados en el Copenhague central. La Universidad se creó en 1479. La mayoría de los cursos se imparten en danés. Sin embargo, cada vez más cursos son ofertados en inglés y algunos en alemán. La Universidad es miembro de la International Alliance of Research Universities (IARU). Se encuentra en el top 10 de las "Mejores Universidades del Mundo" (Webometrics Rankings).
La Universidad de Copenhague consta de seis facultades diferentes, y la enseñanza se lleva a cabo en sus cuatro campus distintos, todos situados en Copenhague. La universidad opera 36 departamentos diferentes y 122 centros de investigación separados en Copenhague, así como varios museos y jardines botánicos dentro y fuera de la capital danesa. La Universidad de Copenhague también posee y opera múltiples estaciones de investigación en Dinamarca, con dos adicionales ubicadas en Groenlandia. Además, la La Facultad de Ciencias Médicas y de la Salud y los hospitales públicos de la Capital y la Región de Selandia de Dinamarca constituye el conglomerado Hospital Universitario de Copenhague.

## Facultades
La Universidad de Copenhague tiene actualmente ocho facultades, si bien la composición y número de facultades ha cambiado a lo largo del tiempo.
- Facultad de Ciencias de la Salud
- Facultad de Humanidades
- Facultad de Derecho
- Facultad de Ciencias de la Vida
- Facultad de Ciencias Farmacéuticas

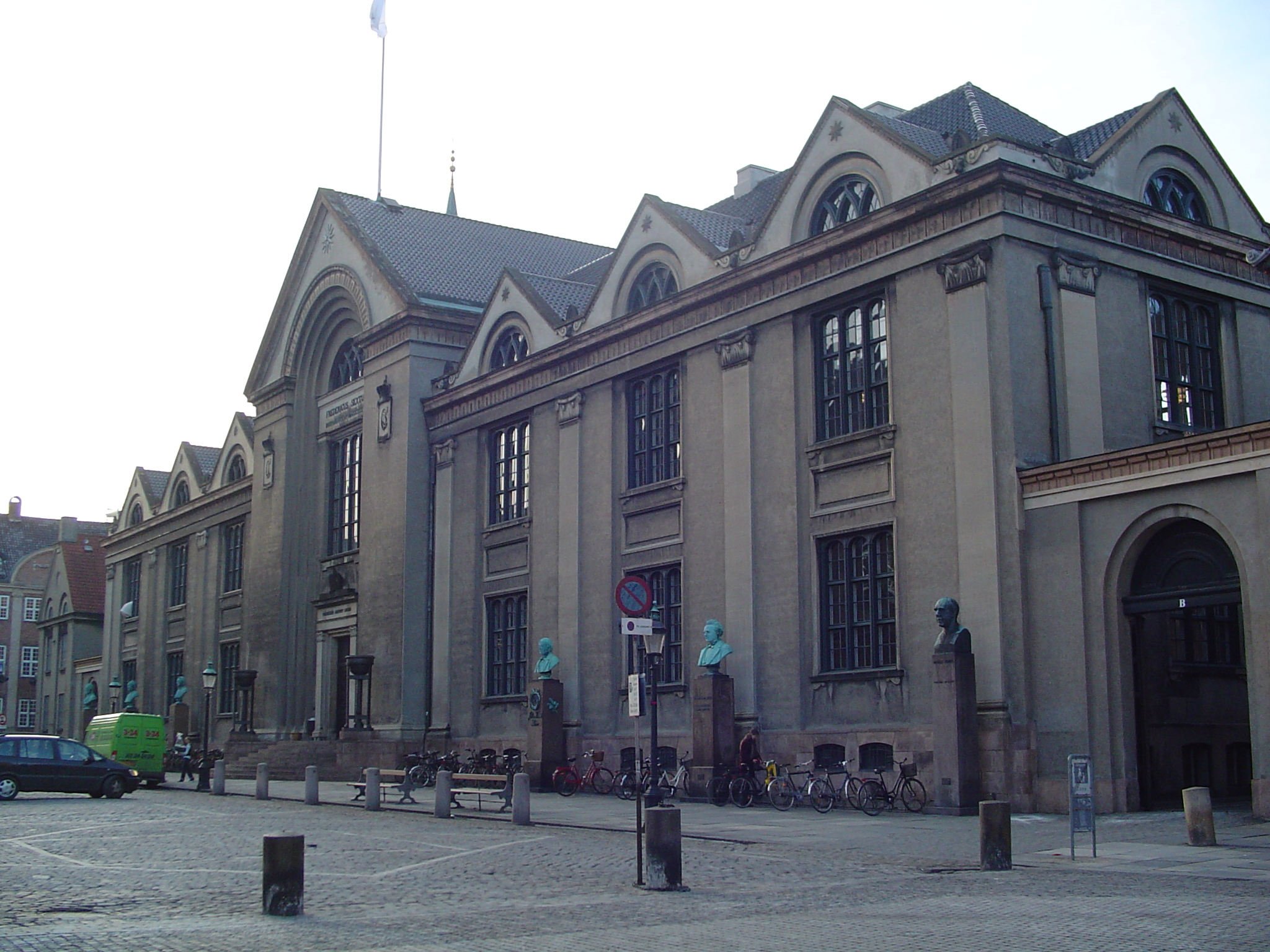
Campus Principal en Frue Plads.

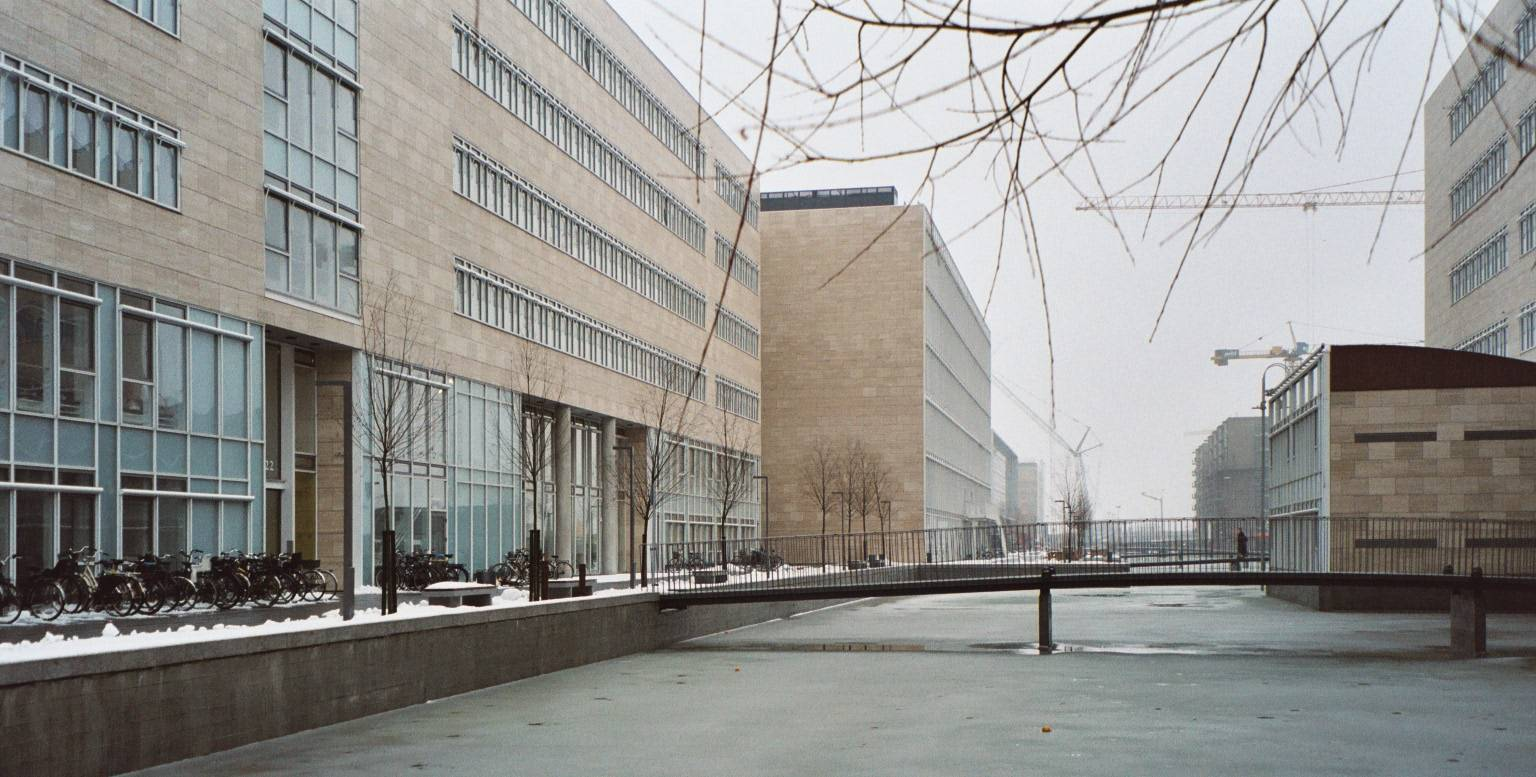
Universidad de Copenhague, "Søndre Campus", Ørestad

- Facultad de Ciencias
- Facultad de Ciencias Sociales
- Facultad de Teología

## Organización y administración
La universidad está gobernada por una junta que consta de 11 miembros: 6 miembros reclutados fuera de la universidad forman la mayoría de la junta, 2 miembros son designados por el personal científico, un miembro es designado por el personal administrativo y 2 miembros son designados por los estudiantes universitarios. El rector, el prorrector y el director de la universidad son nombrados por el consejo universitario. El rector a su vez nombra a los directores de las distintas partes de la administración central y a los decanos de las distintas facultades. Los decanos nombran jefes de 50 departamentos. No existe un senado de profesores y los profesores no participan en el nombramiento de rector, decanos o jefes de departamento. Por lo tanto, la universidad no tiene gobierno docente, aunque existen juntas académicas elegidas a nivel de facultad que asesoran a los decanos. En 2018, el órgano rector gestiona un presupuesto anual de aproximadamente 8.900 millones de coronas danesas.

## Número de estudiantes
El número total de estudiantes matriculados es de unos 40.000, incluidos unos 23.000 estudiantes de pregrado y 17.000 estudiantes de posgrado. La universidad tiene un programa internacional de talentos para graduados que ofrece becas para doctorados internacionales, estudiantes y un sistema de carrera permanente. Opera alrededor de cincuenta programas de máster impartidos en inglés y ha firmado alrededor de 150 acuerdos de intercambio con otras instituciones y 800 acuerdos Erasmus. Cada año hay alrededor de 1.700 estudiantes de intercambio entrantes, 2.000 estudiantes de intercambio salientes y 4.000 estudiantes internacionales en búsqueda de título. Alrededor de 3.000 estudiantes de doctorado estudian allí cada año.

## Campus
La universidad tiene cuatro áreas de campus principales ubicadas en la Región Capital (tres en Copenhague y una en Frederiksberg):
- Campus Norte: sede de la mayor parte de la Facultad de Ciencias y la Facultad de Ciencias Médicas y de la Salud.
- Campus de la ciudad: sede de la Facultad de Ciencias Sociales y Administración Central, así como partes de la Facultad de Ciencias Médicas y de la Salud y la Facultad de Ciencias.
- Campus Sur: alberga la Facultad de Humanidades, la Facultad de Derecho, la Facultad de Teología y una pequeña proporción de la Facultad de Ciencias.
- Campus de Frederiksberg: sede de secciones de la Facultad de Ciencias y la Facultad de Ciencias Médicas y de la Salud.

La Facultad de Ciencias Médicas y de la Salud y la Facultad de Ciencias también utilizan el campus de Taastrup, que se encuentra en Taastrup, en las afueras occidentales de Copenhague. La Facultad de Ciencias también tiene instalaciones en Elsinor, Hørsholm y Nødebo.

## Convenios de cooperación con otras universidades
La Universidad de Copenhague coopera con universidades de todo el mundo. En enero de 2006, la Universidad de Copenhague se asoció con diez universidades de primer nivel, junto con: la Universidad Nacional de Australia, la Escuela Politécnica Federal de Zúrich, la Universidad Nacional de Singapur, la Universidad de Pekín, la Universidad de California en Berkeley, la Universidad de Cambridge, la Universidad de Oxford, la Universidad de Tokio y la Universidad de Yale. La asociación se conoce como Alianza Internacional de Universidades de Investigación (International Alliance of Research Universities, IARU).
El Departamento de Lingüística y Estudios Escandinavos de la Universidad de Copenhague firmó un acuerdo de cooperación con la Real Escuela Danesa de Bibliotecnología y Ciencias de la Información (Royal School of Library and Information Science) en 2009.
La universidad organiza la conferencia anual sobre investigación sobre el envejecimiento y descubrimiento de fármacos en cooperación con la Universidad de Columbia.

## Residencias universitarias

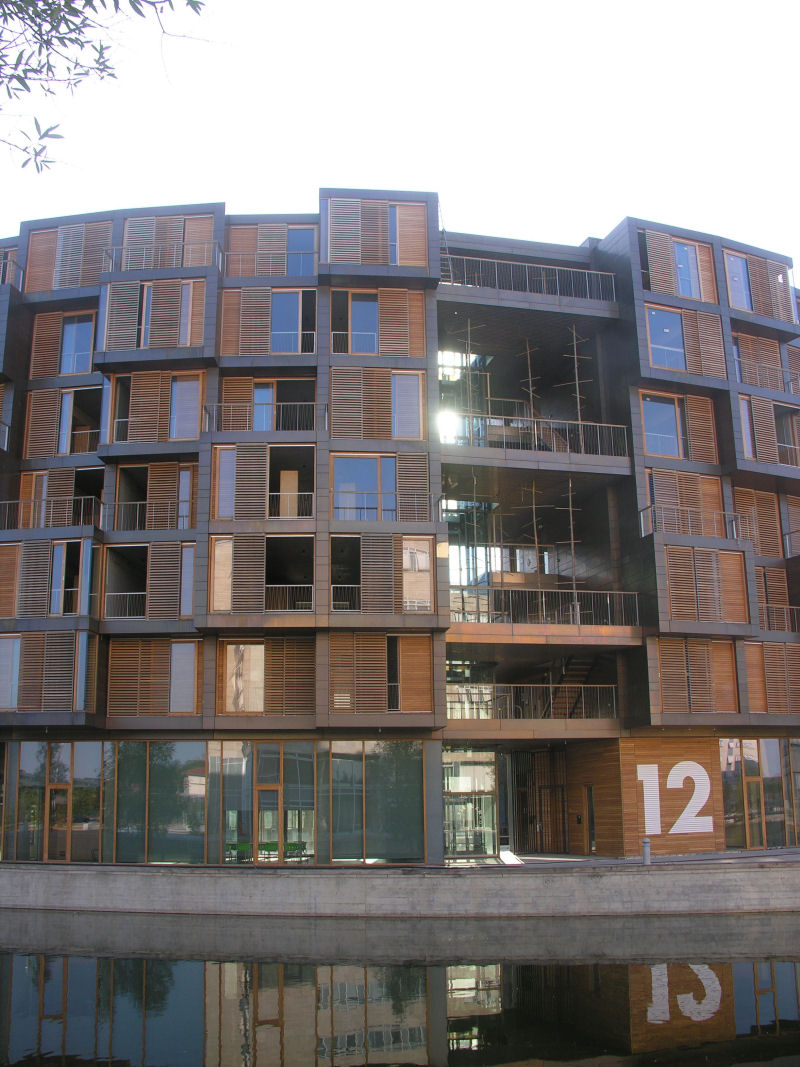
Tietgenkollegiet.

La mayoría de los estudiantes universitarios se alojan en dormitorios privados (kollegier en danés) o apartamentos en CopenhagueHay cinco residencias que son parcialmente administrados por la universidad; sin embargo, solo se considera para la admisión a los estudiantes que hayan aprobado al menos dos años de estudios. Normalmente se les conoce como residencias antiguas y constan de: Regensen, Elers' Kollegium, Borchs Kollegium, Hassagers Kollegium y Valkendorfs Kollegium. La Universidad de Copenhague también ofrece apartamentos para investigadores de la Fundación Carlsberg por una duración de 6 meses a 3 años para investigadores visitantes y personal de investigación académica afiliado a proyectos de investigación financiados por la Fundación Carlsberg.
La Fundación para la Vivienda de Copenhague es una entidad comercial independiente de la Universidad de Copenhague dirigida por su presidente Erik Bisgaard Madsen y una junta directiva. La Fundación para la Vivienda de Copenhague ofrece alojamiento a corto plazo exclusivamente para estudiantes universitarios internacionales (a veces estudiantes daneses), personal universitario e investigadores invitados. Su oficina central tiene su sede en el South Campus. La Fundación para la Vivienda de Copenhague ha recibido críticas considerables por la explotación de los estudiantes internacionales para obtener beneficios empresariales y las malas condiciones de vida, y, más recientemente, por la negativa a acortar los contratos de muchos estudiantes internacionales afectados por la pandemia de COVID-19.

## Alumnos notables
Por orden alfabético:
- Sir Ove Arup (1896-1988), ingeniero estructural anglo-danés
- Halldór Ásgrímsson (1947-), primer ministro de Islandia (2004 - 2006)
- Caspar Bartholin (1585 - 1629), profesor en medicina y más tarde teología en la Universidad. Autor de los libros de texto de anatomía y descubridor del funcionamiento del nervio olfativo.
- Rasmus Bartholin (1625 -1698), profesor en geometría, más tarde en medicina. Descubrió la birrefringencia, pero no le fue posible dar una explicación científica.
- Thomas Bartholin (1616 - 1680), Descubridor del sistema linfático.
- Aage Niels Bohr (1922 - 2009), profesor de física nuclear y director del Instituto Niels Bohr de la Universidad. laureado Nobel en Física (1975).
- Niels Bohr (1885 - 1962), Contribuyó de forma esencial al desarrollo del modelo atómico y a la teoría de la Mecánica Cuántica. Director del Instituto Niels Bohr de la Universidad.laureado Nobel en Física (1922).

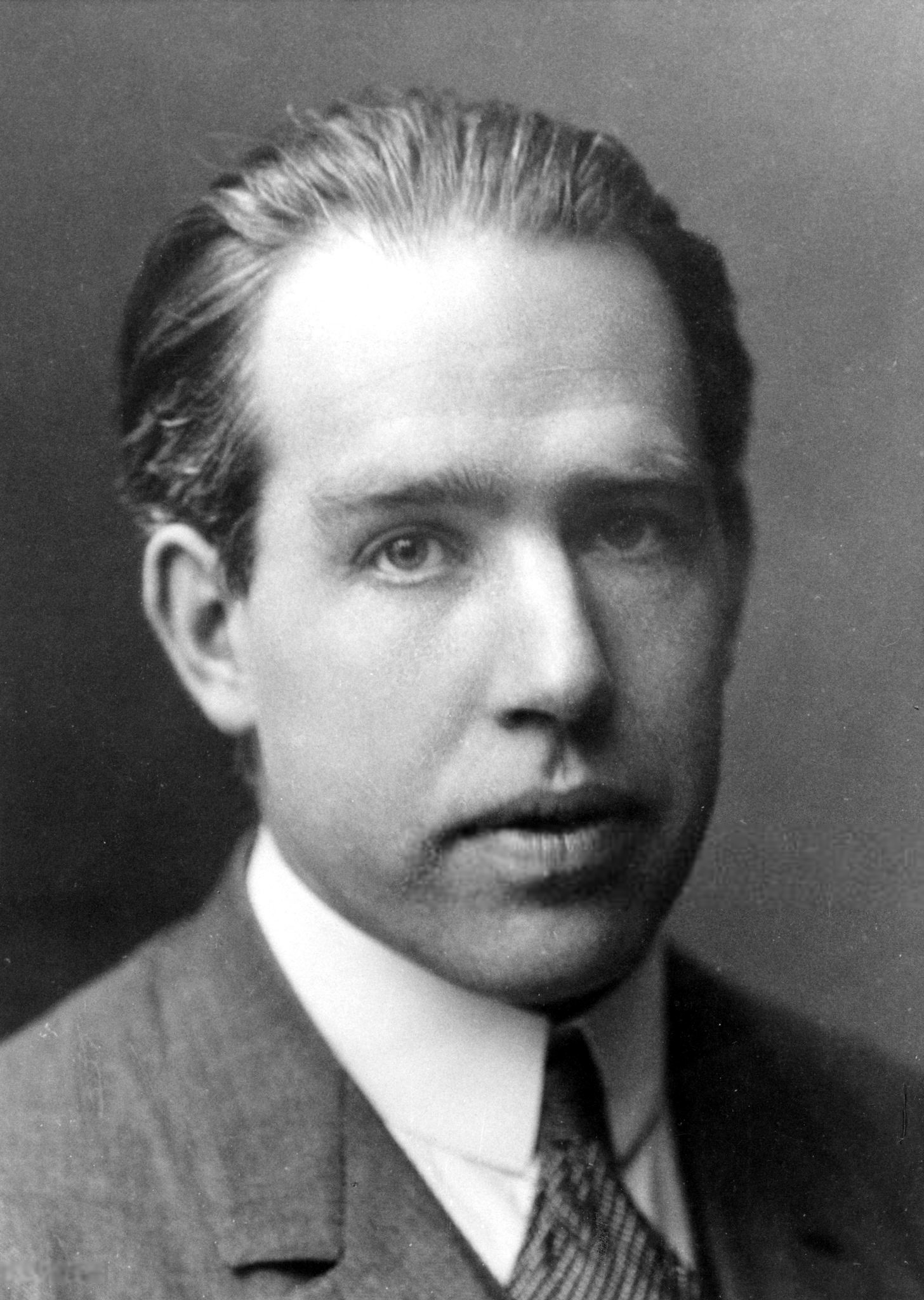
Niels Bohr.

- Georg Brandes (1842 - 1927), Escritor danés y crítico.
- Tycho Brahe (1546 - 1601), astrónomo danés, el primer científico en mencionar las Supernovas, mentor de Johannes Kepler.

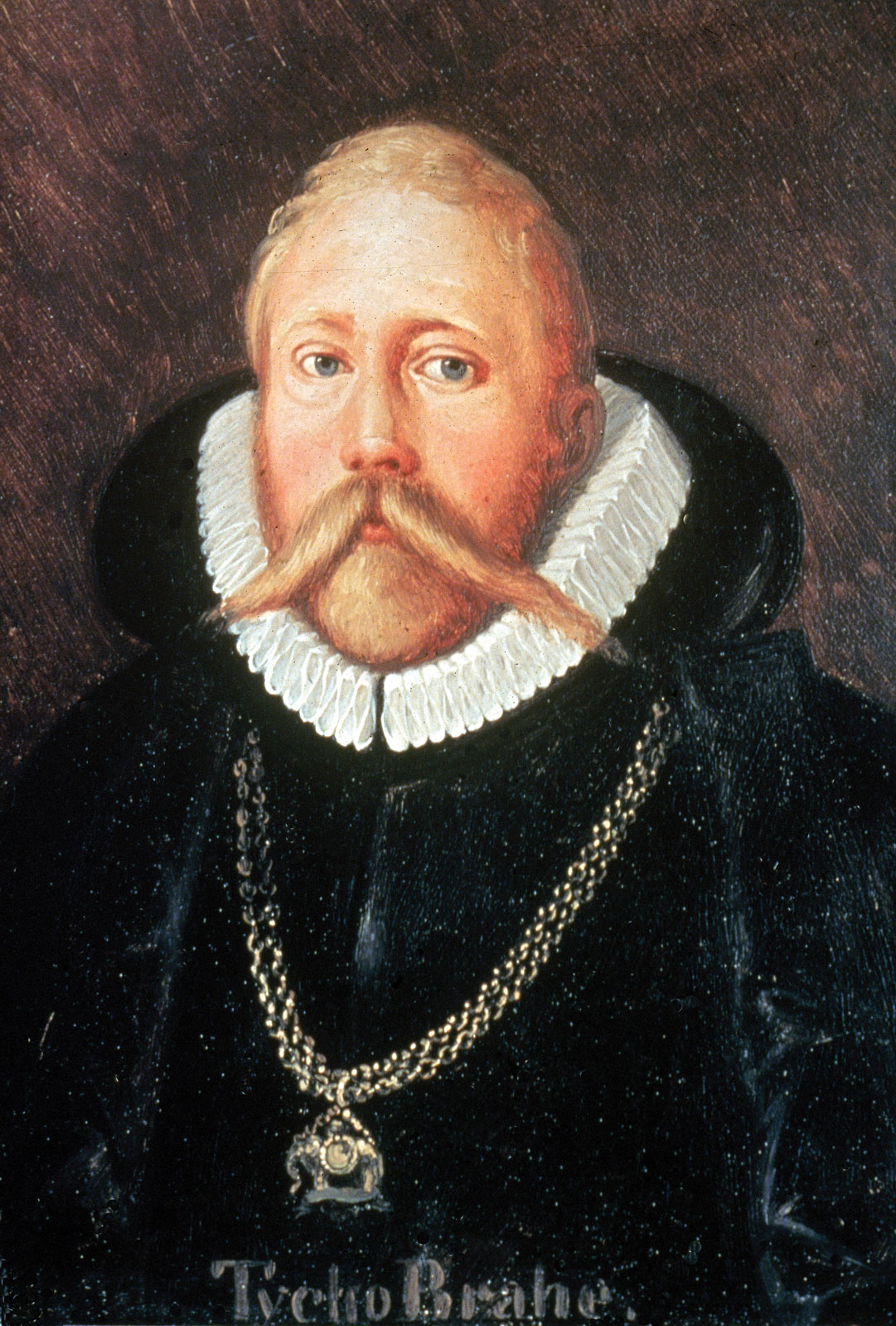
Retrato de Tyco Brahe.

- Morten Thrane Brunnich (1737 - 1827), zoólogo danés.
- Johannes Andreas Grib Fibiger (1867 - 1928), laureado con el Nobel en Medicina o Fisiología (1926).
- Thomas Fincke (1561 - 1656), matemático y físico danés.
- Niels Ryberg Finsen (1860 - 1904), laureado Nobel en Medicina o Fisiología  (1903).
- Nikolai Frederik Severin Grundtvig (1783 - 1872), escritor, poeta, filósofo y párroco danés.
- Julie Vinter Hansen (1890 - 1960), astrónomo danés.
- Christopher Hansteen (1784 - 1873), astrónomo y físico noruego.
- Johan Ludvig Heiberg (1791 - 1860), poeta y crítico danés.
- Piet Hein (1905 - 1996), matemático, inventor y poeta danés.
- Ludvig Holberg (1684 - 1754), escritor y dramaturgo noruego-danés
- Harald Høffding (1843 - 1931), filósofo danés.
- Peter Høeg (1957 - ), escritor de ficción danés, ganó un reconocimiento internacional con La señorita Smila y su especial percepción de la nieve.
- Peder Horrebow (1679 - 1764),  astrónomo danés y miembro de la  Académie des Sciences.
- Niels Kaj Jerne (1911 - 1994), laureado Nobel en Medicina o Fisiología(1984)
- Otto Jespersen (1860 - 1943), lingüista danés, cofundador de la International Phonetic Association.
- Wilhelm Johannsen (1857 - 1927), botánico danés, el primero en acuñar la palabra gen con su significado moderno.
- Søren Aabye Kierkegaard (1813 - 1855),  filósofo danés, el padre del existencialismo.
- Søren Kierkegaard.
- Thomas Hansen Kingo
- Jens Martin Knudsen

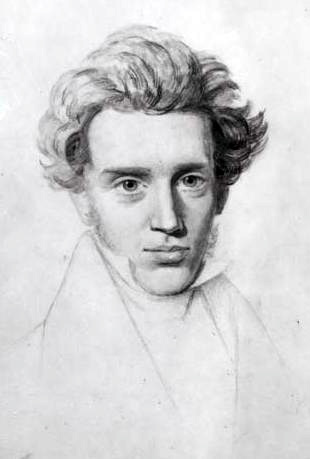
Søren Kierkegaard.

- August Krogh (1874 - 1949), fisiólogo danés. Laureado Nobel en Medicina o Fisiología (1920)
- Bjørn Lomborg
- Agner Krarup Erlang (1878 - 1929), matemático danés, padre de la Ingeniería de tráfico de telecomunicaciones
- Johan Nicolai Madvig
- Kirstine Meyer
- Per Stig Møller (1942 - ) Ministro de Asuntos Exteriores de Dinamarca (2001 -)
- Holger Bech Nielsen

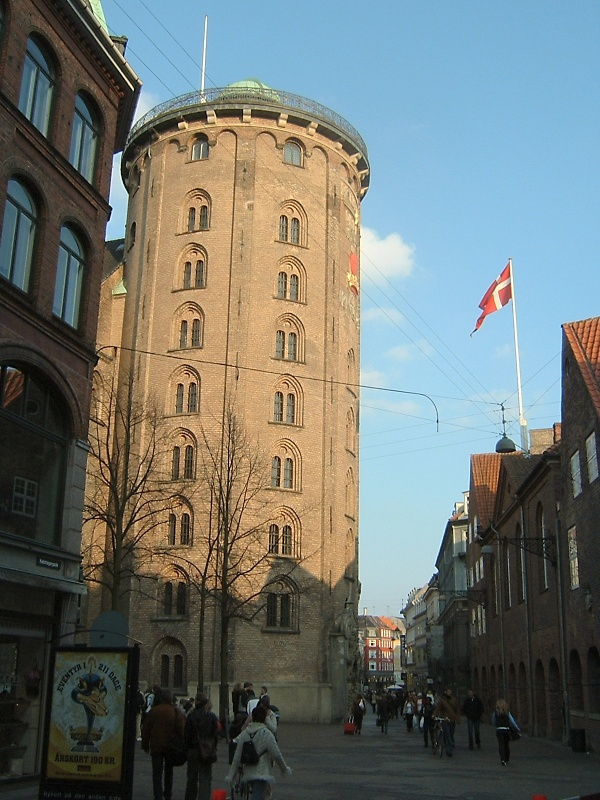
La Rundetårn (torre redonda) que se usó como observatorio por Ole Rømer durante el.

- Adam Gottlob Oehlenschläger (1779 - 1850), poeta, autor de la letra del himno nacional danés Der er et yndigt land.
- Anders Sandoe Oersted (1816 - 1872), Profesor de Botánica 1851-1862.
- Hans Christian Ørsted, famosos físico del siglo XIX.
- Hans Henning Ørberg (1920-2010) Lingüista, especialista en las lenguas latina, inglesa y francesa, desarrollador del método "directo y natural" (inductivo-contextual) de la enseñanza del latín, muy difundido entre los aficionados al estudio del latín vivo.
- Peter Ludvig Panum (1820 - 1885), fisiólogo y patólogo danés.
- Thor Pedersen (1945 - ) Ministro de Finanzas de Dinamarca (2001 - )
- Poul Nyrup Rasmussen, primer ministro de Dinamarca (1993 - 2001).
- Ole Rømer, astrónomo danés

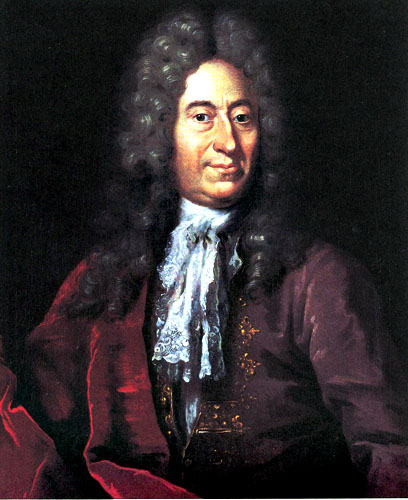
Retrato de Ole Rømer.

- Poul Schlüter, primer ministro de Dinamarca (1982 - 1993).
- Jens Christian Skou, laureado Nobel en Química (1997)
- S. P. L. Sørensen, introductor de la escala del potencial de hidrógeno (pH)
- Bengt Strömgren
- Vilhelm Thomsen
- Ólafur Thors (1892-1964), cinco veces primer ministro de Islandia
- Martin Vahl
- Øjvind Winge
- Olaus Wormius